# Noreen Evans
Noreen Evans (Livermore, 22 april 1955) is een Amerikaans politica van de Democratische Partij. Sinds december 2010 vertegenwoordigt ze het tweede kiesdistrict in de Senaat van Californië, het hogerhuis van de wetgevende macht van Californië. Haar district omvat een groot deel van de noordkust van de staat. Van 2004 tot en met 2010 was Evans vertegenwoordiger in het State Assembly, het lagerhuis. Daarvoor zetelde ze in de gemeenteraad van Santa Rosa.
Evans studeerde aan de California State University - Sacramento en aan de rechtenschool van de University of the Pacific, ook in Sacramento.